# Erdély Sándor
Erdély Sándor (Kisjenő/Nagyvárad, 1839. augusztus 1. – Budapest, 1922. május 14.) valóságos belső tanácsos, igazságügy-miniszter; jogász, politikus.

## Életpályája
Erdély Endre és Fraitler Magdolna fia. Középiskoláját Nagyváradon végezte el. Pesten jogot tanult, 1863-ban ügyvédi vizsgát tett. Budán volt tisztviselő. 1865–1870 között Pest törvényszékénél tollnok, aljegyző és főjegyző volt. 1871-től bírói pályára lépett; pótbíró lett. 1875-ben a budapesti királyi tábla rendes bírája lett. 1886-tól kúriai bíróként dolgozott. 1888-ban tanácselnökké nevezték ki. 1891-től a győri ítélőtábla elnöke volt. 1892-től Szilágyi Dezső mellett igazságügy-miniszteri államtitkárként dolgozott. 1892–1906 között (Dunaszerdahely) és 1910–1918 között országgyűlési képviselő volt; a Tisza István-féle Nemzeti Munkapárt egyik szervezője. 1895–1899 között Magyarország igazságügy-minisztere volt a Bánffy-kormányban. 1896-ban valóságos belső titkos tanácsosi méltóságot kapott.

## Házassága és leszármazottjai
Győrben az ágostai hitvallású plébánián 1871. december 6-án, feleségül vette a nemesi származású hegyeshalmi Fischer családból való hegyeshalmi Halászy Jolán (*Győr, 1847. november 9.) kisasszonyt, akinek a szülei hegyeshalmi Fischer József (1820–1867), ügyvéd, táblabíró, kereskedő a városi majorokban, földbirtokos és jószási Purgly Zsuzsanna (1826–1916) voltak. 1868. február 3-án özvegy hegyeshalmi Fischer Józsefné királyi engedélyt szerzett Ferenc József magyar királytól a férje és a gyermekei vezetékváltoztatását; a "Fischer"-t hanyagolva a "Halászy"-t vették fel. A hegyeshalmi Fischer család őse Fischer Boldizsár, 1680. augusztus 16-án magyar nemességet és családi címert szerzett I. Lipót magyar királytól. A menyasszonynak az apai nagyszülei hegyeshalmi Fischer József (1792–1865), terménykereskedő, földbirtokos és Hutflesz Judit (1794–1850) voltak. Az anyai nagyszülei jószási Purgly György (1781–1842), kereskedő, földbirtokos, és Skarkay Erzsébet (1794–1847) voltak. Purgly György fivéreivel együtt 1820. október 27-én szerzett magyar nemességet, családi címert, illetve a "jószási" nemesi előnevet adományban I. Ferenc magyar királytól. A menyasszonynak az egyik fivére hegyeshalmi Halászy Jenő (1856–1918), királyi törvényszéki bíró, Bezin az ágostai egyház felügyelője, koroncói nagybirtokos. Erdély Sándorné Halászy Jolánnak az elsőfokú unokatestvére dr. hegyeshalmi Fischer Sándor (1856–1910), Győr vármegye főjegyzője, a téti kerület országgyűlési képviselője, a győri ágostai evangélikus hitközség felügyelője, a győrvárosi és megyei takarékpénztár elnöke, Győr szabad király város törvényhatósági és közigazgatási bizottságának a tagja, főszolgabíró, földbirtokos. Erdély Sándor és Halászy Jolán frigyéből született:
- dr. Erdély Sándor.
- Erdély Magdolna. Férje: gaádi Pálffy Elemér (†Budapest, 1903. február 26.).[12]
- Erdély Zsuzsanna.
- Erdély Ilona. Férje: Záborszky Nándor.

### Politikai pályája
Igazságügy-miniszteri ciklusában léptek életbe a korábban éles politikai harcot eredményező egyházpolitikai törvények. Ekkor alkották meg a büntetőeljárási és esküdtszéki törvényeket, a hitelszövetkezeti törvényt, valamint több gazdasági jellegű törvényt. Ez idő alatt készült el a polgári törvénykönyv tervezetének első egységes szövege.
A Kerepesi temetőben kísérték utolsó útjára, a 36. parcellában volt sírja, 1928-tól a Budafoki temetőben nyugszik (Budafoki temető: 20/2).

## Művei
- Jelentés az igazságügyminisztérium 1895–99 közötti tevékenységéről (Budapest, 1899)

## Díjai
- A vaskorona-rend I. osztálya (1897)[2]
- Gyula város díszpolgára (1899)[14]